# Scaropsia trombida
Scaropsia trombida är en insektsart som beskrevs av Blocker 1979. Scaropsia trombida ingår i släktet Scaropsia och familjen dvärgstritar. Inga underarter finns listade i Catalogue of Life.